# Jacques Berthier
Jacques Berthier (1933) es un micólogo francés.

## Algunas publicaciones
- 1973. Berthier, J. Recherches sur les 'Typhula' Fr., 'Pistillaria' Fr. et genres affinés: biologie, anatomie, systématique. Ed. Villeurbanne. Lyon. 122 pp.
- 1976. Berthier, J. Monographie des 'Typhula' Fr., 'Pistillaria' Fr. et genres voisins. Ed. Soc.Linn.Lyon. 213 pp.

- La abreviatura «Berthier» se emplea para indicar a Jacques Berthier como autoridad en la descripción y clasificación científica de los vegetales.[1]